# Obliquogobius cirrifer
Obliquogobius cirrifer es una especie de peces de la familia de los Gobiidae en el orden de los Perciformes.

## Morfología
- Los machos pueden llegar a alcanzar los 2,96 cm de longitud total y las hembras 2,38.
- Número de vértebras: 26.[1][2]

## Hábitat
Es un pez de Mar y, de clima templado y demersal que vive entre 394-404 m de profundidad.

## Distribución geográfica
Se encuentran en las Islas Ryukyu (el Japón ).

## Observaciones
Es inofensivo para los humanos. 